# Кириєнко Юрій Володимирович
Ю́рій Володи́мирович Кириє́нко (7 січня 1982 — 28 серпня 2014) — сержант 42-го батальйону територіальної оборони «Рух Опору» Збройні сили України, учасник російсько-української війни.

## Життєпис
Народився 1982 року в селі Рашівка (Гадяцький район, Полтавська область). Закінчив рашівську школу; Полтавський інститут бізнесу міжнародного науково-технічного університету, правознавець.
Проходив строкову службу у Збройних Силах України. Працював у своєму селі; займався хліборобством.
У червні 2014 року мобілізований до Української армії, 42-й батальйон територіальної оборони. В кінці липня побував вдома у короткотерміновій відпустці; 26 липня одружився.
28 серпня 2014 року загинув під Іловайськом під час виходу з оточення — посередині дороги поміж с. Новокатеринівка та с. Ленінське, тоді ж загинули бійці 42-го БТрО Дмитро Ільгідінов, Анатолій Лифар, Ілля Письменний.
Тіло знайдене в жовтні. Похований 28 листопада 2014 року в Рашівці.
Без Юрія лишились батьки і дружина.

## Нагороди і вшанування
За особисту мужність і героїзм, виявлені у захисті державного суверенітету та територіальної цілісності України, вірність військовій присязі під час російсько-української війни
- Нагороджений орденом «За мужність» III ступеня (26.02.2015, посмертно).
- Його портрет розміщений на меморіалі «Стіна пам'яті полеглих за Україну» у Києві: секція 3, ряд 4, місце 16
- Вшановується 29 серпня на щоденному ранковому церемоніалі вшанування українських захисників, які загинули цього дня у різні роки внаслідок російської збройної агресії[2]
- Іловайський Хрест (посмертно)
- 30 вересня 2015 року на будівлі рашівської загальноосвітньої школи йому відкрито меморіальну дошку.[3]